# Union Internationale des Associations d'Alpinisme

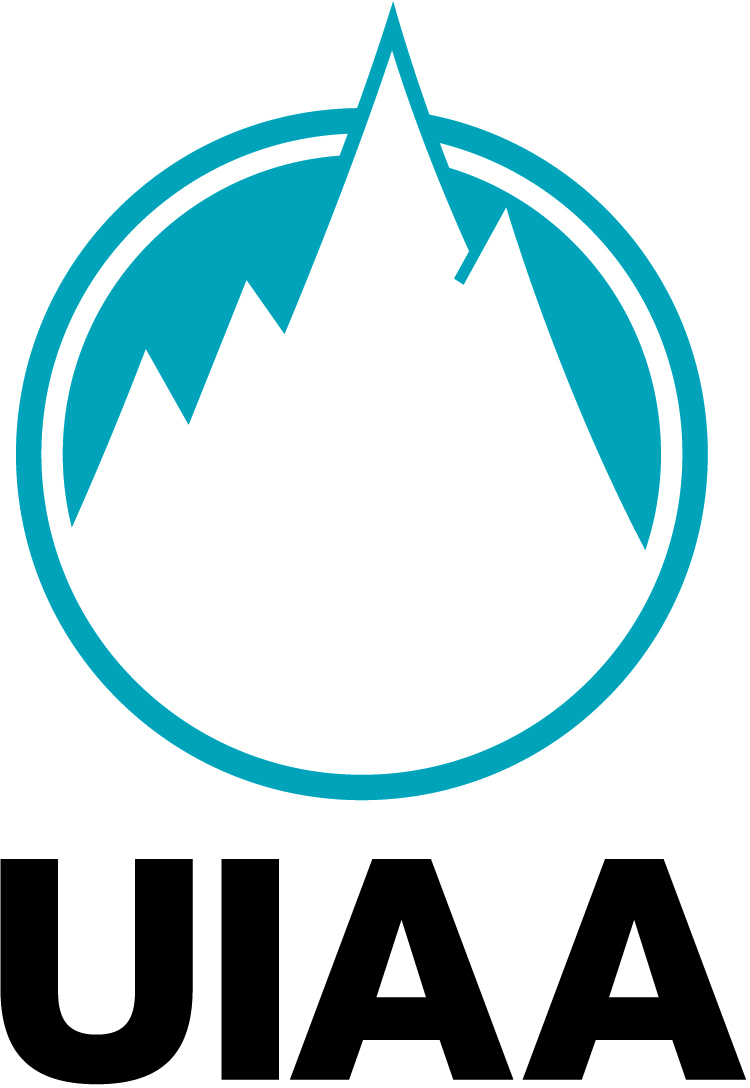
UIAA logo

De Union Internationale des Associations d'Alpinisme (UIAA) is de internationale overkoepelende organisatie voor bergsportverenigingen. Sinds 1993 wordt de UIAA door het IOC erkend als de internationale sportbond die wedstrijden ijsklimmen organiseert. Een van de belangrijkste doelstellingen is de verhoging van de alpiene veiligheid door het opstellen van normen voor het te gebruiken klimmateriaal.
De UIAA speelt wereldwijd een rol op het gebied van duurzaamheid, veiligheid en sport in de bergen. Naast ijsklimmen is rotsklimmen (klimmen op rotswanden) een sport die tot het mandaat van de UIAA behoort. De UIAA-waardering voor klimroutes vereenvoudigt het onderling vergelijken van de moeilijkheidsgraad van een route. In een breder verband is ze betrokken bij sportklimwedstrijden en skitoerwedstrijden. 
De UIAA werd in 1932 in Chamonix-Mont-Blanc in Frankrijk opgericht door afgevaardigden uit 18 landen: België, Canada, Duitsland, Oostenrijk, de Verenigde Staten, Frankrijk, Groot-Brittannië, Griekenland, Hongarije, Italië, Joegoslavië, Nederland, Nieuw-Zeeland, Polen, Roemenië, Spanje, Tsjechoslowakije, Zweden en Zwitserland. Behalve grote nationale bergsportverenigingen waren daarbij skiverenigingen en kleinere regionale bergsportverenigingen aanwezig.
De zetel van de UIAA is in Zwitserland, in de hoofdstad Bern. Van 2012 tot 2020 was de voorzitter de Nederlandse bergbeklimmer Frits Vrijlandt, sinds 2020 is Peter Muir voorzitter.